# 华文细黑
华文细黑，是由中国常州华文印刷新技术有限公司（SinoType）制作并持有版权的一种TrueType电脑字体。在无中文的环境下显示的名称为STXihei，它與华文黑体同屬系列字体。在设计上，它属于黑体或无衬线体，西文部分的字型與Century Gothic類似。
它是随简体中文版Microsoft Office一起分发的字体，文件名为 STXIHEI.TTF。在涵盖的字库上，包含了Unicode的所有20,902个中文字符以及中国国家标准化组织添加的大约 80 个中文字符，还包含了Big5的繁体中文字符和GB2312中的6763个简体中文字符。
同时，该字体也曾经是苹果公司Mac OS X操作系统的中文預設字体。字体檔案储存在/System/Library/Fonts/华文细黑.ttf，10.4中版本为5.0d2e1，10.5 Leopard系统中为6.0d5e1，版权时间为2007年5月8日；采用的字符集是GB18030	。

## 请参阅
- 黑体
- 黑體-簡